# Danny Burawa
Daniel James Burawa (né le 30 décembre 1988 à Riverhead, New York, États-Unis) est un lanceur de relève droitier qui a joué pour les Yankees de New York et les Braves d'Atlanta en Ligue majeure de baseball en 2015.

## Carrière
Joueur du Red Storm, de l'université de Saint John, Danny Burawa est repêché au 12e tour de sélection par les Yankees de New York en 2010.
Il fait ses débuts dans le baseball majeur avec les Yankees le 21 juin 2015 face aux Tigers de Détroit.
Il est réclamé au ballottage par les Braves d'Atlanta le 14 août 2015.